# آلان بيل
آلان روبرت بيل (بالإنجليزية: Allan Robert Bell)‏ رتبة الإمبراطورية البريطانية (ولد في 20 يونيو 1947) هو سياسي من جزيرة مان شغل منصب رئيس وزراء جزيرة مان، بعد أن تم انتخابه في هذا المنصب في 11 أكتوبر 2011. كان عضوا مستقلا في مجلس المفاتيح (مجلس الشيوخ في جزيرة مان) عن دائرة رامزي الانتخابية من 1984 حتى سبتمبر 2016، وشغل عدة مناصي وزارية مختلفة. كان في السابق الشخص الذي شغل أطول فترة كعضو في مجلس المفاتيح. تم استبداله في 4 أكتوبر 2016.

## النشأة والدراسة
تلقى بيل تعليمه في مدرسة رامزي النحوية. وعمل في البنوك وفي تجارة التجزئة قبل الدخول في السياسة.

## العمل السياسي
انتخب بيل أولا إلى مجلس المفاتيح كعضو مستقل عن دائرة رامزي الانتخابية في عام 1984 في الانتخابات التكميلية حتى استقالته من العمل السياسي في 2016. وكان لم يفز في ترشحه لأول مرة عن الحزب القومي «ماك فانن» المحلي عن دائرة «رامزي» الانتخابية عام 1976.
شغل عديد الأدوار الوزارية في حكومة جزيرة مان المحلية بما في ذلك وزير السياحة والنقل، بين 1986-90، وزير السياحة الترفيه والنقل، بين 1990- 1994، وزير الصناعة، بين 1991-96، وزير الشؤون الداخلية، بين 1996-2001، وزير الخزانة، بين 2001-2010 وأول شخص في منصب وزير التنمية الاقتصادية، بين 2010-2011.
وبعد ذلك بعام، في 11 أكتوبر 2011، تم تعيينه رئيساً للوزراء جزيرة مان بعد تقاعد طوني براون.
وقد تم تسميته كشخصية مركزية في «فساد نظام الحكم» الذي حددته لجنة تحقيق ماونت موراي (2002-2003)، في إشارة إلى الوقت الذي شغل فيه منصب وزير للسياحة في أوائل التسعينات.

### رئيس الوزراء
في 11 أكتوبر 2011، انتخب بيل رئيس وزراء جزيرة مان، وحصل على أغلبية ضد منافسه بيتر كاران عن حزب ليبرال فانين.
في حين كان بيل رئيساً للوزراء في عام 2013، وقعت الحكومة على صفقة تتضمن قرضًا بقيمة 1.3 مليون جنيه إسترليني لإنقاذ وشراء ممتلكات لسلسلة فنادق سيفتون التي قال بيل إنها «جزء صغير لكن حاسم» في «دعم الاقتصاد». بعد مراجعة قانونية وجدت أن الصفقة «خارج صلاحيات الحكومة»، رفض بيل في البداية قبول استقالة وزير التنمية الاقتصادية جون شيمن.
أعلن بيل في شهر أكتوبر من عام 2015، أن حكومته تريد إلغاء ومحاربة جميع أشكال التمييز، كونه مثلي الجنس بنفسه. وقدمت مشروع قانون زواج المثليين في يناير 2016، الذي تم التصويت عليه في القراءة الثالثة في «مجلس المفاتيح» في مارس 2016 بتصويت 17 عضوا لصالحه وتصويت 3 ضده (17-3). وأصبح زواج المثليين في جزيرة مان قانونيا حينما دخل القانون حيز التنفيذ بتاريخ 22 يوليو عام 2016.
تم منح بيل رتبة الإمبراطورية البريطانية (CBE) في عام 2016 كتكريم له من أجل إنجازاته في الخدمة العامة إلى جزيرة مان.

## المناصب الحكومية
- وزير السياحة والنقل، بين 1986-90
- وزير السياحة والترفيه والنقل، بين 1990-1994
- وزير الصناعة، بين 1991-96
- وزير الشؤون الداخلية، بين 1996-2001
- وزير الخزانة، 2001-10
- وزير التنمية الاقتصادية، بين 2010-2011
- رئيس وزراء جزيرة مان، بين 2011-2016

## التقاعد
في 1 أغسطس 2016، أعلن بيل أنه سيتقاعد بعد 37 عامًا في العمل السياسي في جزيرة مان.

## الحياة الخاصة
في مقابلة مع صحيفة الغارديان عام 2015، ذكر بيل أن «الناس يعرفون أنني مثلي. لم أخفي ذلك أبداً، ولكن لم يسألني أحد من قبل». كما ذكر أنه في علاقة عاطفية مع رجل منذ 21 عاما.